# 嘉陵道
嘉陵道（かりょう-どう）は中華民国北京政府により設置された四川省の道。

## 沿革
1913年（民国2年）2月7日、川北道として成立、観察使は閬中県に設置され、下部に閬中、南充、西充、営山、儀隴、隣水、岳池、蒼渓、南部、広元、昭化、通江、南江、巴中、剣閣、蓬安、広安、三台、射洪、塩亭、中江、潼南、遂寧、蓬渓、楽至、安岳の26県を管轄した。1914年（民国3年）5月23日に嘉陵道と改称、観察使も道尹と改められた。1930年（民国19年）5月に廃止されている。

## 行政区画
廃止直前の下部行政区画は下記の通り。（50音順）
- 安岳県
- 営山県
- 塩亭県
- 岳池県
- 儀隴県
- 剣閣県
- 広安県
- 広元県
- 三台県
- 射洪県
- 昭化県
- 遂寧県
- 西充県
- 蒼渓県
- 中江県
- 通江県
- 潼南県
- 南江県
- 南充県
- 南部県
- 巴中県
- 蓬安県
- 蓬渓県
- 楽至県
- 隣水県
- 閬中県